# Nebelschütz

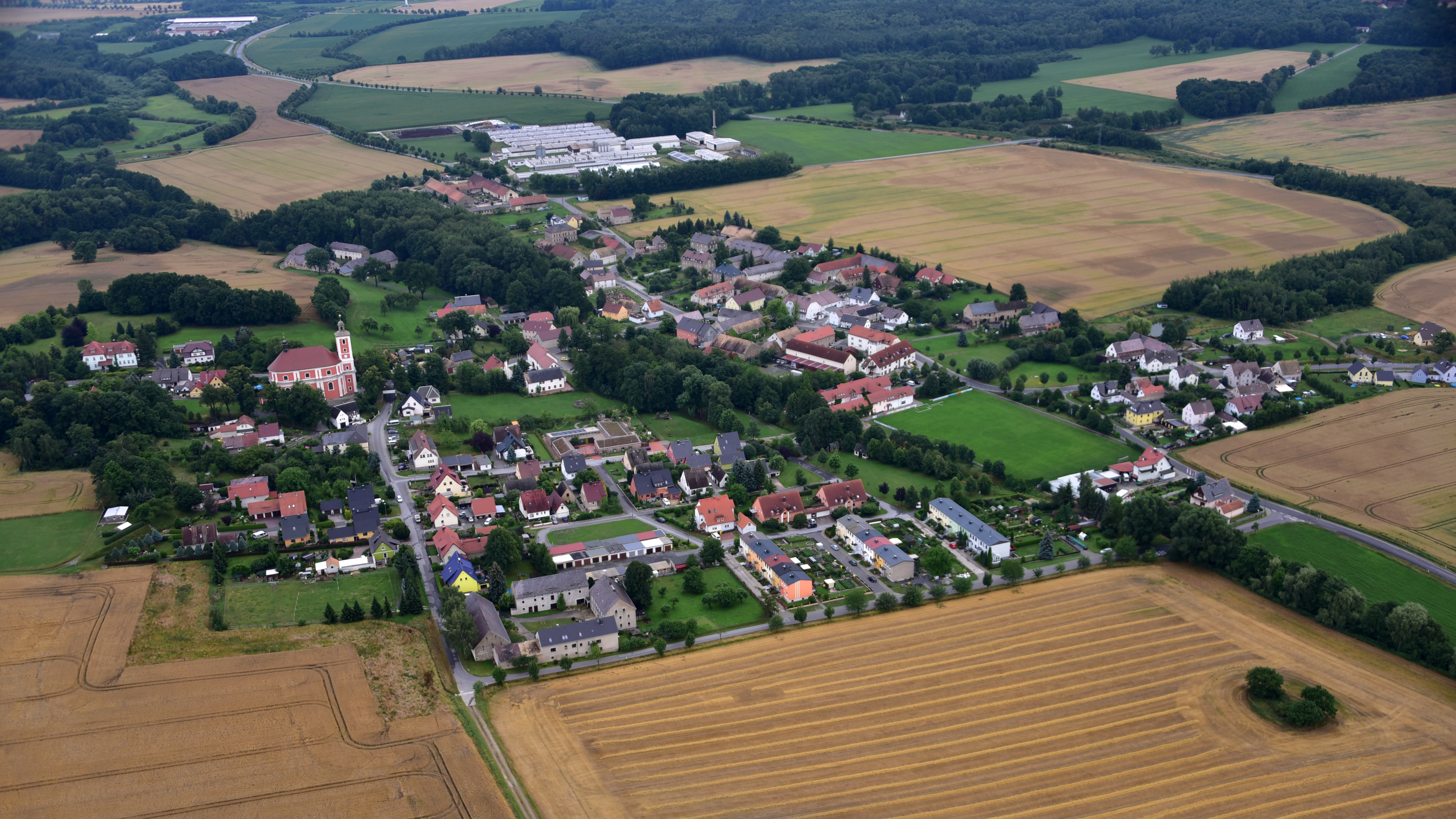
Nebelschütz, Luftaufnahme (2017)

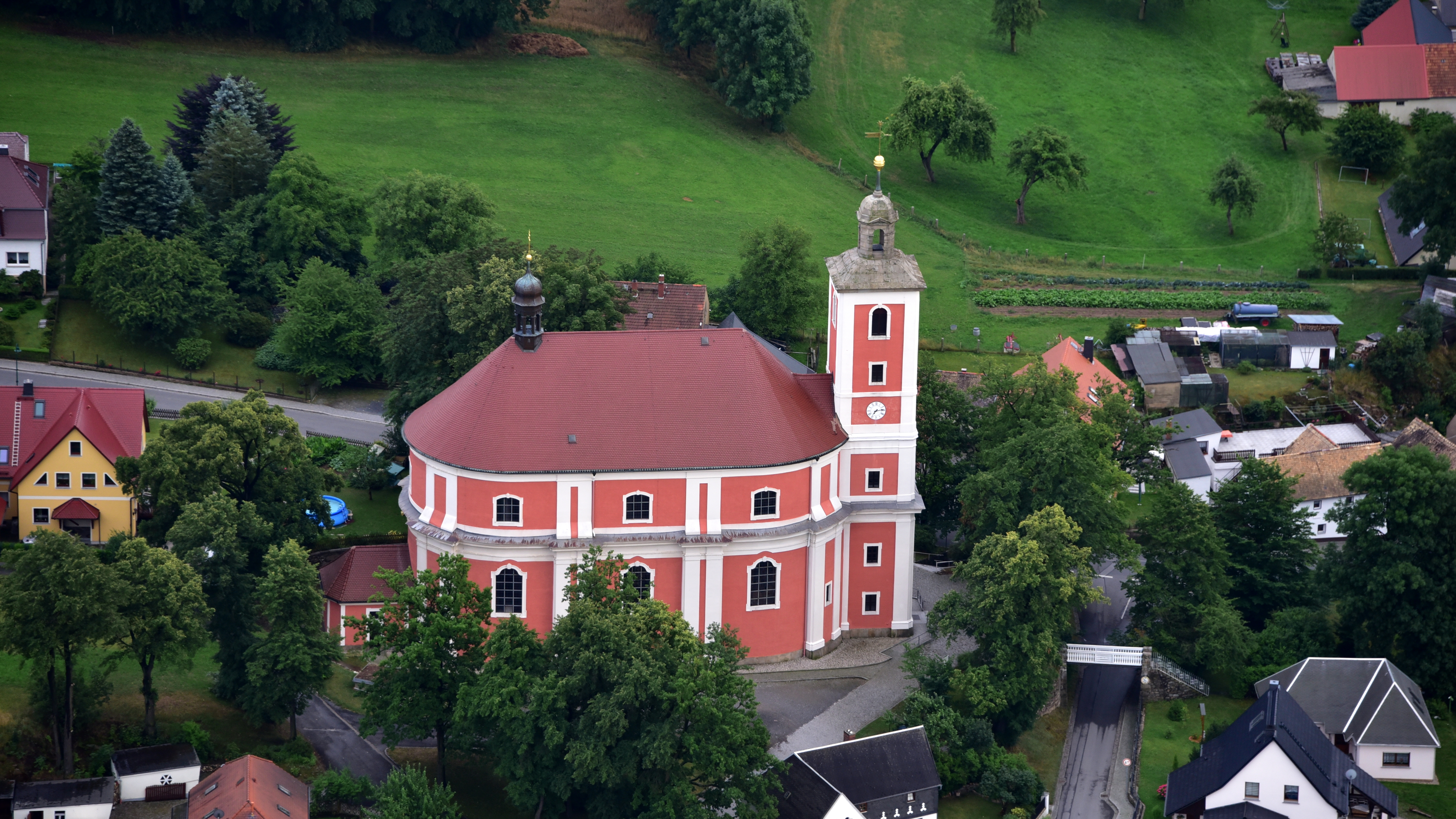
St. Martin, Luftaufnahme (2017)

Nebelschütz, obersorbisch Njebjelčicyⓘ, ist ein Dorf und die zugehörige Gemeinde im Zentrum des ostsächsischen Landkreises Bautzen in der Oberlausitz. Sie ist Mitglied im Verwaltungsverband Am Klosterwasser (Zarjadniski zwjazk „Při Klóšterskej wodźe“) im sorbischen Siedlungsgebiet. Zwei Drittel der Bevölkerung sprechen Sorbisch. Die Gemeinde hat etwa 1200 Einwohner, davon 434 im Ort selbst.

## Geographie und Verkehr
Die Gemeinde befindet sich in der Westlausitz rund drei Kilometer östlich der Stadt Kamenz und 20 km nordwestlich von Bautzen, am Berührungspunkt dreier Naturräume. Nach Nordosten erstreckt sich das relativ ebene Oberlausitzer Heide- und Teichgebiet, nach Südosten das flachwellige Oberlausitzer Gefilde, nach Westen das Westlausitzer Hügel- und Bergland. Durch die Ortsteile Miltitz und Nebelschütz fließt die Jauer (Jawora). Sie ist ein kleiner Bach, der früher zwischen den beiden Ortsteilen zu einem Speicherbecken aufgestaut wurde und unter anderem als Angelrevier dient. Die A 4 ist über die Staatsstraße S 94 und den Anschluss Burkau (ca. 15 km) zu erreichen.

## Geschichte
Die erste urkundliche Erwähnung von Nebelschütz datiert auf das Jahr 1304. In einer Urkunde des Klosters St. Marienstern werden zwei Brüder aus Nebelschütz erwähnt. Was die grundherrlichen Besitzverhältnisse in Nebelschütz im 14. und 15. Jahrhundert angeht, gibt es nur unvollständige Überlieferungen. Ursprünglich dürfte der Ort den in der Gegend reich begüterten Herren von Kamenz gehört haben. Im Zinsregister von Marienstern aus dem Jahr 1374 wird erwähnt, dass die Zisterzienserinnen Einkünfte aus Nebelschütz bezogen. Das Dorf oder zumindest einige Güter im Ort wurden im Laufe des 15. Jahrhunderts mehrfach verkauft oder verpfändet. Als Grundherren über Teile von Nebelschütz werden u. a. Angehörige der Familie von Metzradt und auch die Stadt Kamenz erwähnt. Spätestens während des ersten Viertels des 16. Jahrhunderts hatte das Kloster das gesamte Dorf erworben. St. Marienstern blieb bis zur Ablösung der Grundherrschaft 1832 Besitzer von Nebelschütz. Deshalb ist die Bevölkerung des Ortes in der Reformationszeit auch katholisch geblieben.
Seit dem 1. Mai 2001 ist Nebelschütz Mitglied im Verwaltungsverband Am Klosterwasser.

## Bevölkerung und Sprache
Laut der Volkszählung von 2011 waren zu diesem Zeitpunkt von 1.196 Einwohnern der Gemeinde 1.011 römisch-katholisch (84,5 %), 48 evangelisch (4 %) und 137 gehörten einer anderen oder keiner Religionsgemeinschaft an (11,5 %). 2022 lag der Anteil der katholischen Bevölkerung bei 83,5 %.
Für seine Statistik über die sorbische Bevölkerung in der Oberlausitz ermittelte Arnošt Muka in den achtziger Jahren des 19. Jahrhunderts für das Dorf eine Bevölkerungszahl von 271, darunter 256 Sorben (94 %) und 15 Deutsche. Bedingt v. a. durch den Zuzug von Umsiedlern aus den ehemaligen Ostgebieten zählte Ernst Tschernik 1956 einen sorbischsprachigen Bevölkerungsanteil von nur noch 55,6 %.

## Ortsgliederung
Die Gemeinde Nebelschütz besteht aus fünf Ortsteilen:
- Dürrwicknitz (Wěteńca), 56 Einwohner
- Miltitz (Miłoćicy), 219 Einwohner
- Nebelschütz, 434 Einwohner
- Piskowitz (Pěskecy), 228 Einwohner
- Wendischbaselitz (Serbske Pazlicy), 272 Einwohner[8]

## Politik
- Unsere Dörfer: 6
- FWV: 1
- FdS: 1
- CDU: 4

### Gemeinderat
Der Gemeinderat von Nebelschütz besteht momentan aus zwölf Mitgliedern. Die Kommunalwahlen der letzten Jahre ergaben folgende Stimm- bzw. Sitzverteilung:
| Parteien und Wählergemeinschaften                 | 2024   | 2024   | 2019   | 2019   | 2014   | 2014   |
| Parteien und Wählergemeinschaften                 | %      | Sitze  | %      | Sitze  | %      | Sitze  |
| ------------------------------------------------- | ------ | ------ | ------ | ------ | ------ | ------ |
| Unsere Dörfer                                     | 47,7   | 6      | –      | –      | –      | –      |
| Christlich Demokratische Union Deutschlands (CDU) | 30,7   | 4      | 61,8   | 8      | 52,6   | 6      |
| Freie Wählervereinigung                           | 10,2   | 1      | 18,3   | 2      | 19,3   | 2      |
| Freunde des Sportes                               | 7,2    | 1      | 11,5   | 1      | 16,4   | 2      |
| Die Linke                                         | 4,2    | –      | 8,4    | 1      | –      | –      |
| SPD                                               | –      | –      | –      | –      | 11,6   | 1      |
| gesamt                                            | 100,0  | 12     | 100,0  | 12     | 100,0  | 11     |
| Wahlbeteiligung                                   | 82,1 % | 82,1 % | 79,4 % | 79,4 % | 65,0 % | 65,0 % |

### Bürgermeister
Bürgermeister ist seit 2022 André Bulang.
| Wahl | Bürgermeister                            | Vorschlag | Wahlergebnis (in %) |
| ---- | ---------------------------------------- | --------- | ------------------- |
| 2022 | André Bulang (André Bulank)              | Bulang    | 86,2                |
| 2015 | Thomas Johannes Zschornak (Tomaš Čornak) | CDU       | 58,2                |
| 2008 | Thomas Johannes Zschornak (Tomaš Čornak) | CDU       | 63,2                |
| 2001 | Thomas Johannes Zschornak (Tomaš Čornak) | CDU       | 92,0                |
| 1994 | Thomas Johannes Zschornak (Tomaš Čornak) | CDU       | 79,0                |

### Ortspartnerschaften
- Hlučín, Tschechien
- Namysłów, Polen
- Ladánybene, Ungarn

## Sehenswürdigkeiten
- Siehe auch: Liste der Kulturdenkmale in Nebelschütz

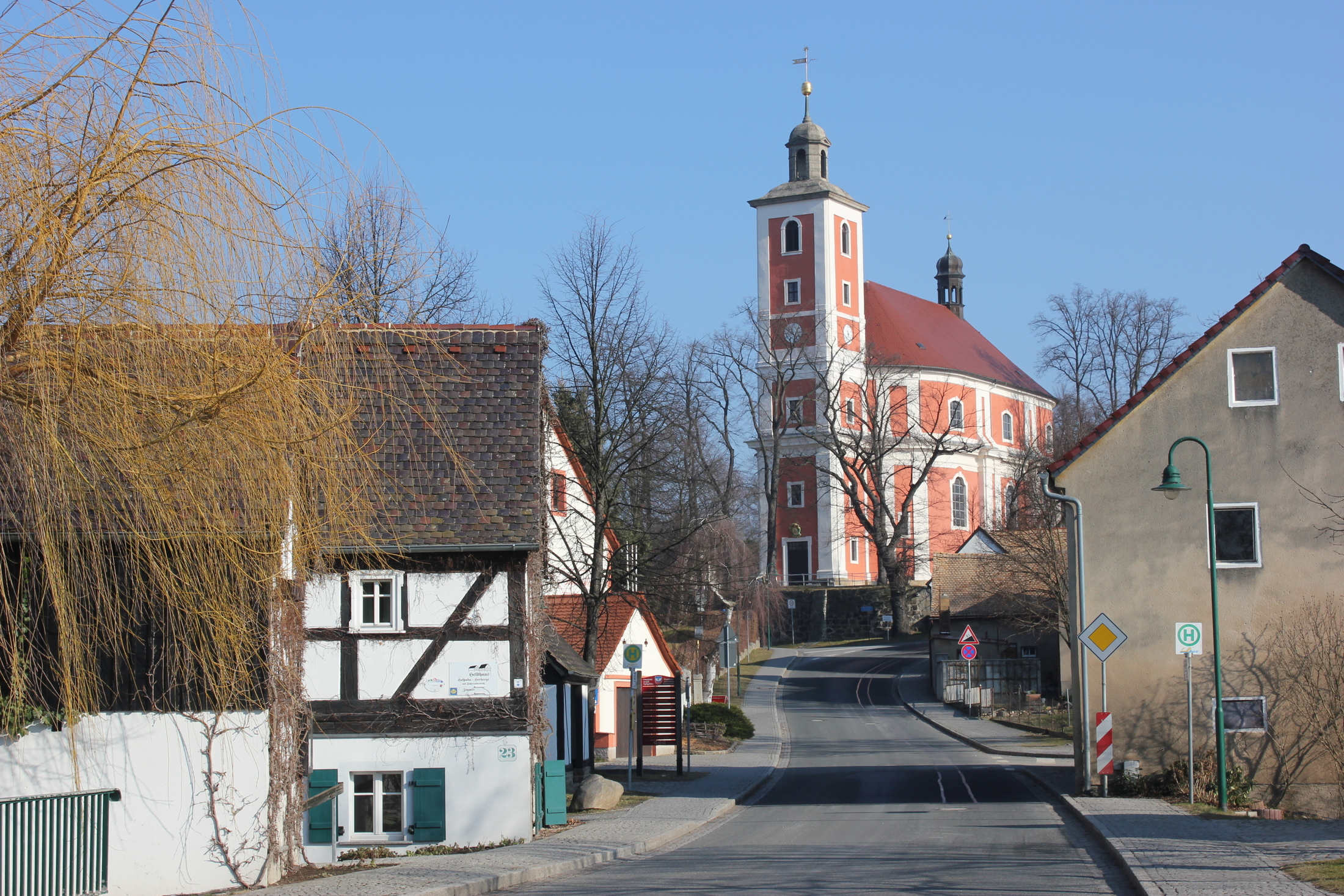
Nebelschütz – Hauptstraße und Pfarrkirche

- Kath. Pfarrkirche St. Martin (Swj. Měrćina), zwischen 1740 und 1743 im Barockstil erbaut
- Speicherbecken Nebelschütz
- Miltitzer Frosch, ein großer von der Eiszeit überformter Rundhöcker aus Granodiorit
- Nebelschütz liegt am Radwanderweg „Auf den Spuren des Krabat“
- Wendentor, historisches Torhaus zwischen der historischen Herberge „Heldhaus“ und der Parkanlage; siehe Wendentor[12]

### Naturschutz
- Siehe auch: Liste der Naturdenkmale in Nebelschütz

## Regelmäßige Veranstaltungen

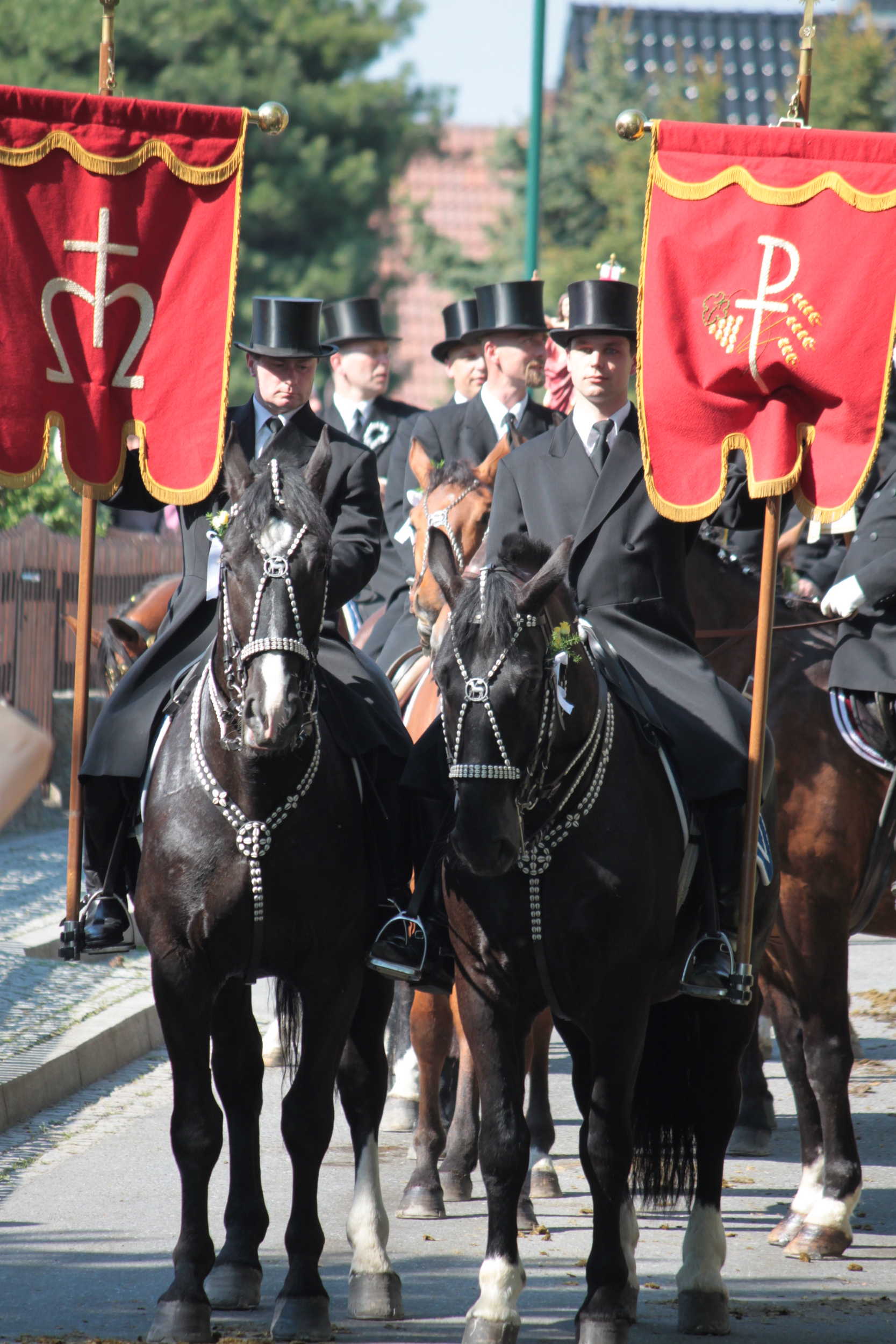
Ostroer Osterreiter in Nebelschütz

- Osterreiten
- Zampern
- Vogelhochzeit
- Internationales Dorffest

## Söhne und Töchter des Ortes
- Jan Skala (1889–1945), sorbischer Publizist
- Jan Buck (1922–2019), sorbischer Maler
- Jan Hansky (1925–2004), sorbischer Maler